# 堀越耕平
堀越耕平（1986年11月20日—）是日本愛知縣出身的漫畫家，畢業於名古屋艺术大学，曾擔任田中靖規的漫畫助手。

## 生平
在名古屋艺术大学設計系的就讀期間，短篇〈ヌケガラ〉獲得第72回手塚獎佳作，2008年刊載了短篇《我的英雄》（僕のヒ一ロ一）是之後連載的《我的英雄學院》的前身。2010年推出連載《逢魔時刻動物園》，2012年推出連載《戰星的巴爾基》，皆因為作品慢熱而人氣不高，結束《戰星的巴爾基》的連載後大受打擊，為了尋求靈感而翻起自己以前的作品，將過去推出的短篇《我的英雄》修改後在2014年推出《我的英雄學院》，相較前兩部作品大受歡迎。

## 人物
喜歡的漫畫是《ONE PIECE》、《火影忍者》、《阿基拉》、《惡童》、《敏行快跑》。成名前曾投稿到ONE PIECE的讀者投稿單元「騙人布畫廊」，並且被作者尾田榮一郎採用，刊載在ONE PIECE單行本的第23集，而在堀越耕平出道後、這件事也在ONE PIECE單行本的第77集的讀者問答單元「SBS」被提起。

## 作品

### 連載漫畫
- 逢魔時刻動物園
- 戰星的巴爾基
- 我的英雄學院

## 爭議
2020年2月，其作品《我的英雄学院》中登場的新角色名稱「志賀丸太（しが まるた，Shiga Maruta）」被部分中國及韓國讀者指控影射731部隊受害者並引發風波。

## 外部連結
- 堀越耕平的X（前Twitter）